# Муфлон
Муфло́н или азиа́тский муфло́н (лат. Ovis gmelini) — жвачное парнокопытное животное рода баранов. Является ближайшим родственником домашней овцы.

## Внешний вид
Европейский муфлон, муфроне (баран), муфра (овца) — дикий баран, обитает в высоких горах Корсики и Сардинии, единственный дикий баран Европы. Акклиматизирован в Крыму, производители были завезены в 1913 году в Крым из Аскании-Нова. Шерсть довольно короткая, гладко прилегающая, на груди удлинённая, верхняя сторона летом рыже-бурая с более тёмной спиной, зимой каштаново-бурая; нижняя сторона белая; вся длина самца 1,25 м, из которых 10 см длина хвоста; высота плеч 70 см; у самца сильно развитые толстые треугольные в поперечном сечении рога, длиной до 65 см, с 30—40 складками; вес самца 40—50 кг. Самка светлее, меньше и обыкновенно лишена рогов; рога у самок встречаются лишь в исключительных случаях, и то весьма малы.

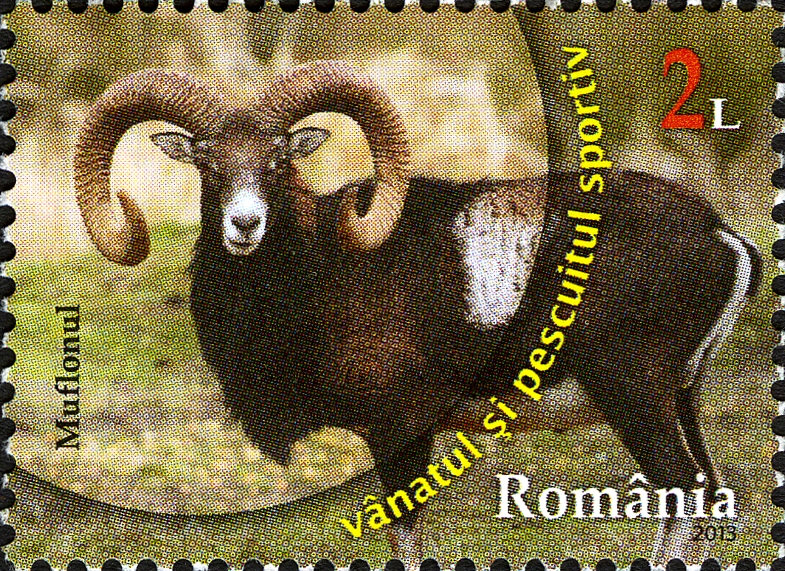
Муфлон на почтовой марке Румынии

Закавказский горный муфлон представляет собой барана среднего размера или несколько ниже. Высота в плечах — 84—92 см, длина тела может достигать 150 см. Масса самцов 53—79 кг, самок — 36—46 кг. Закавказские муфлоны обычно несколько крупнее домашних овец. Телосложение у них крепкое и стройное. Рога большие, спирально закрученные, трёхгранные, образуют не более одного оборота. Изогнуты рога сначала наружу и вверх, а затем вниз; концы слегка обращены внутрь. Рога самцов до длине и массивности сильно варьируют; их обхват в основании 21—30 см. Рога у самок небольшие, уплощённые, слегка изогнутые, часто и вовсе отсутствуют. На рогах заметны многочисленные поперечные морщины.

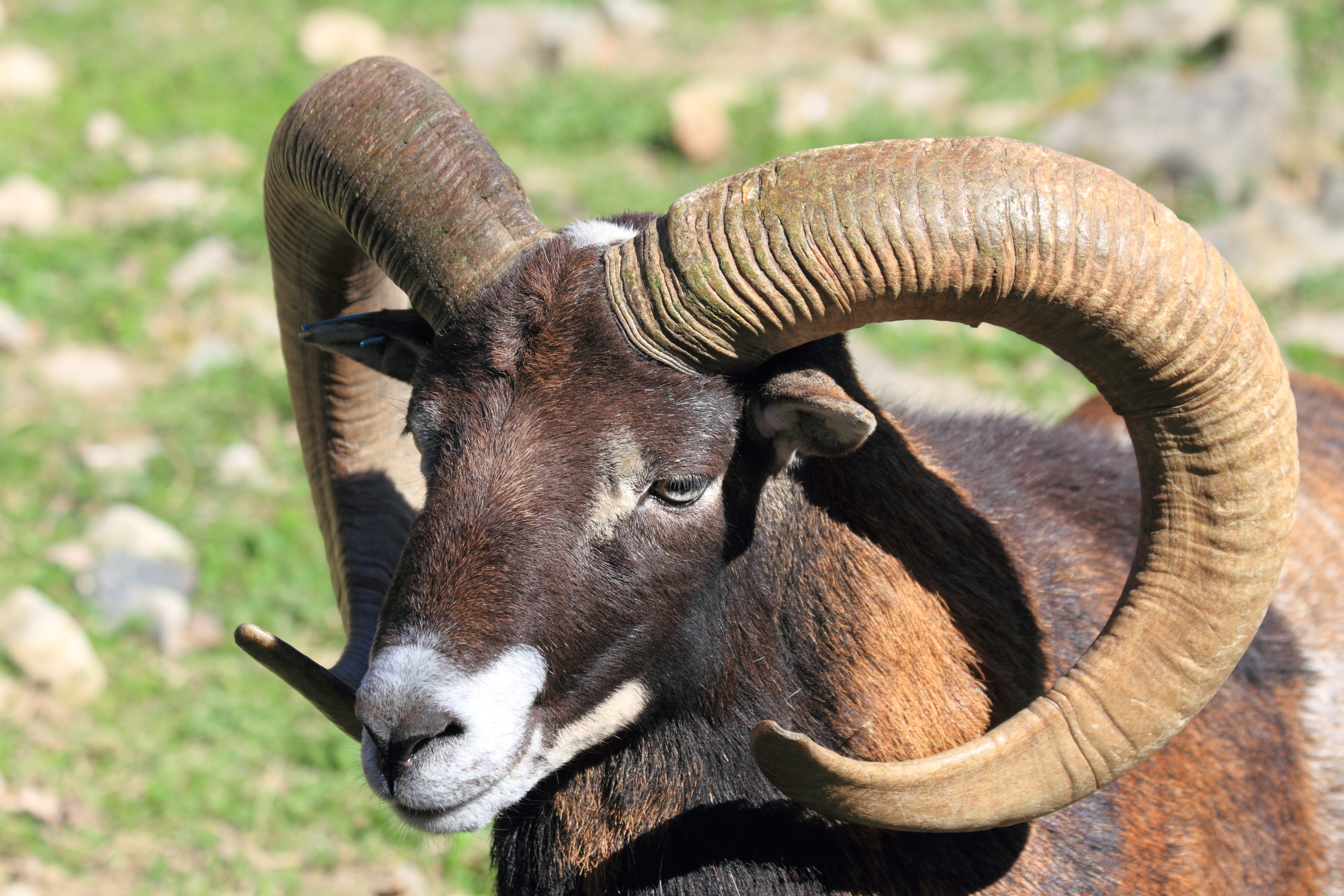

Череп у самцов составляет в длину 225—297 мм, у самок — 208—264 мм со сравнительно короткой лицевой частью. Предглазничные ямки глубокие. Длина роговых отростков превосходит их обхват в основании. В нижней челюсти имеется по три переднекоренных зуба с каждой стороны.

### Окрас
Летом у азиатских муфлонов присутствует рыжевато-бурый или желтовато-рыжий окрас и короткий мех. Зимой окрас буроватый, со слабо развитыми рыжими и белыми тонами. Брюхо и внутренняя сторона ног более светлые, с желтоватой или белой окраской. На хребте имеется тёмная полоса, более выраженная у взрослых животных. Вдоль нижней стороны́ шеи у азиатских муфлонов обычно имеется грива из чёрно-бурых и белых волос. Молодые муфлоны покрыты мягким буровато-серым мехом.
С конца февраля у азиатских муфлонов начинается линька, обычно заканчивающаяся к маю. С мая по август присутствует летний волосяной покров. С сентября начинает появляться зимний мех, который до декабря полностью дорастает.

## Поведение
Место распространения — это гористые ландшафты. Самки и ягнята образуют вместе стадо до 100 особей, в то время как самцы являются одиночками и присоединяются к стаду только во время гона. Самцам свойственно присутствие сильных иерархических связей внутри сообщества.

## Распространение
Европейские дикие муфлоны сохранились только на островах Корсика и Сардиния, но его широко расселили в южных районах Европы. Акклиматизирован в Крыму в Крымском природном заповеднике, заходит на сопредельные леса. В сильноснежные зимы в Крымских горах требует подкормки. Населяет открытые пространства со слабо пересечённым рельефом, пологие склоны гор. Держится смешанными стадами, иногда очень крупными. Летом самцы и самки живут обособленно. В период гона, который бывает осенью, между самцами возникают турнирные бои.
Азиатский муфлон распространён от Закавказья и южных частей Туркменистана и Таджикистана до Средиземного моря и северо-западной части Индии. Осенью 2018 года муфлон был обнаружен на плато Устюрт в западном Казахстане.

## Муфлоны и человек
Охота на муфлонов ведётся ещё издавна. Успешная акклиматизация европейского муфлона имеет большое научное и практическое значение, поскольку он может увеличить видовой состав ценных охотничье-промысловых животных. Муфлоны дают вкусное мясо, кожу. Как родоначальник домашних овец, муфлон легко образует помесь с различными породами овец, улучшая их качества, и потому может быть исходной формой для гибридизации. Академик М. Ф. Иванов, используя муфлона, вывел новую породу овец — горного мериноса, который может на протяжении года пастись на горных пастбищах.